# Dominicas de la Enseñanza de la Inmaculada Concepción
La Congregación de Hermanas Dominicas la Enseñanza de la Inmaculada Concepción es un instituto religioso católico femenino, de vida apostólica y de derecho pontificio, fundado en Pamplona, en 1954. A las religiosas de este instituto se les conoce también como dominicas de la enseñanza y posponen a sus nombres las siglas D.E.I.C.

## Historia
Los orígenes de la congregación se remontan al beaterio fundado en el siglo XVI cerca del convento de los dominicos de Santiago de Pamplona, en España. Este beaterio estaba integrado por un grupo de laicas dedicadas a la oración y que vivían según la regla de la tercera orden dominica. El 25 de mayo de 1597 las beatas profesaron los votos religiosos. Sin embargo el 2 de septiembre de 1954, cambió de dirección, cuando el obispo de Pamplona, el instituto recibió la aprobación como congregación religiosa de derecho diocesano. El 4 de agosto de 1954 fue elevada a congregación de derecho pontificio por el papa Pío XII.

## Organización
La Congregación de Hermanas Dominicas de la Enseñanza la Inmaculada Concepción es un instituto religioso de derecho pontificio, internacional y centralizado, cuyo gobierno es ejercido por una superiora general. La sede central se encuentra en Madrid (España).
Las dominicas de la enseñanza se dedican a la educación e instrucción cristiana de la juventud y forman parte de la familia dominica. En 2017, el instituto contaba con 143 religiosas y 24 comunidades, presentes en España, Ecuador, Bolivia y Mozambique.